# عتاب نعيم
```

```

عتاب النعيم، فنانة مسرحية، إذاعية، تلفزيونية، حازت أكثر من جائزة  أفضل ممثل في المسرح، تحمل شهادة في هندسة الديكور، مثقفة جادة تحترم الناس وتتعامل  معهم بشفافية وصدق 

## حياتها
عتاب نعيم ممثلة وكاتبة ومخرجة سورية من مواليد السويداء، كتبت العديد من الأعمال الدرامية في الإذاعة والمسرح. وشاركت بالتمثيل في عدة أعمال درامية وسينمائية.درست تصميم الديكور والإضاءة مع فرقة «حكايا» وكان عملها الأول في هذا المجال مسرحية «صانع التوابيت».
كتبت الفنانة السورية عتاب نعيم العديد من البرامج الإذاعية من حكايات الأطفال إلى سهرات إذاعية بحكاية الأسبوع،
قدمت أعمالاً مهمة في الإمارات منذ عام 2013 حتى اليوم. 

## مواهبها
فنانة سورية متعددة المواهب. فهي ممثلة ومخرجة، وكتبت أيضاً عدة أعمال للإذاعة والمسرح. كما شاركت بعدة أدوار تمثيل في الدراما والسينما. علماً.

## أعمالها
- 350 جرام:2021
- السنونو:2021
- حارس الجبل:2021
- رفة عين:2021
- يوميات مدير عام ج2 2011
- أبو جانتي (ملك التكسي) :2010
- لقعقاع بن عمرو التميمي 2010
- قلوب صغيرة:2009
- قمر بني هاشم:2008
- هيك تجوزنا:2008
- عنترة 2007
- أبو زيد الهلالي 2004
- فرصة العمر2000
- المحقق كونان 5 :1998
- سوبر سونيك سبينر:1997

## وصلات خارجية
- عتاب نعيم على موقع قاعدة بيانات الأفلام العربية